# Maic Sema
Maic Ndongala Namputu Sema (Lycksele, 2 december 1988) is een Zweeds profvoetballer die voor het Zweedse Örebro SK als middenvelder speelt. 
Tot 2011 speelde Sema voor Hammarby IF, waar hij voordien uitkwam voor IF Sylvia tot de zomer van 2008. In het 2011 seizoen maakte hij 10 doelpunten voor Hammarby en werd daarna door de fans verkozen tot talent van het jaar. In januari 2012 verkaste Sema naar de Noorse club FK Haugesund, in het seizoen 2013/14 werd Sema voor een halfjaar verhuurd aan het Nederlandse MVV Maastricht dat uitkomt in de Eerste Divisie.
In het 2014 seizoen speelde Sema 26 wedstrijden en werd hij meer ingezet als opkomende linker vleugelspits en daarbij 10 goals wist te scoorde tijdens het seizoen.
Op 26 januari 2015 werd bekend dat Sema naar het Cypriotische AEL Limasol zal verhuizen.